# Muccione
Il Muccione è un torrente, affluente del fiume Sieve.
Scorre quasi interamente nel comune di Vicchio, nel Mugello, attraversando le località di Gattaia, Molezzano e Caselle. In passato le sue acque alimentavano alcuni mulini, che sfruttavano l'accumulo dell'acqua in invasi dette pescaie. Oggi questi invasi sono interrati come lo sono le derivazioni o prese d'acqua chiamate gore. I mulini sono stati ristrutturati e adibiti ad abitazione.